# Vjaznikovskij rajon
Il Vjaznikovskij rajon (in russo Вязниковский район?) è un rajon dell'Oblast' di Vladimir, nella Russia europea, il cui capoluogo è Vjazniki. Istituito il 10 aprile 1929, il rajon ricopre una superficie di 2.252 chilometri quadrati ed ospita una popolazione di circa 81.000 abitanti.